# Chouans! – Revolution und Leidenschaft
Chouans! – Revolution und Leidenschaft (Originaltitel: Chouans!) ist ein französischer Historienfilm von Philippe de Broca aus dem Jahr 1988, der vor dem Hintergrund der Aufstandsbewegung Chouannerie während der Französischen Revolution spielt. Der Film wurde auch unter dem Titel Freibeuter der Macht veröffentlicht.

## Handlung
Bretagne 1769: In der Nacht, in der seine Frau bei der Geburt des gemeinsamen Sohnes stirbt, findet Graf de Kerfadec ein ausgesetztes Baby und nimmt es bei sich auf. Es handelt sich um ein Mädchen und Kerfadec nennt es Céline. Sein Sohn Aurèle und Céline wachsen zusammen auf. Eines Tages trifft Kerfadec auf einen Jungen namens Tarquin, der den Glauben an Gott verloren hat, und nimmt ihn ebenfalls bei sich auf. Nachdem im Zuge der Französischen Revolution von 1789 in Paris die Republik ausgerufen wurde, ist es Tarquin, der seinem Adoptivvater begeistert von den politischen Umstürzen berichtet. Tarquins Freude wird jedoch getrübt, als er erfährt, dass Céline nicht ihn, sondern Aurèle heiraten will. Kerfadec gibt der Verbindung zwar seinen Segen, schickt jedoch zu Célines Verdruss Aurèle nach Amerika, bevor die Trauung vollzogen wird. Tarquin wiederum soll in Paris Karriere machen. Vier Jahre später ist Aurèle noch immer nicht aus Amerika zurück; Tarquin ist in der Zwischenzeit zum Kommissar der Regierung aufgestiegen. Während sich Kerfadec aus der Politik heraushält und sich voll und ganz dem Bau eines Flugapparats hingibt, wird Céline zur Anhängerin der Republik und jubelt Tarquin bei einer politischen Rede zu.
Nach der Enthauptung des Königs begehren die Royalisten, die sogenannten Chouans, in der Bretagne auf. Sie überfallen Kutschen, brandschatzen Dörfer und liefern sich mit den Soldaten der Regierung erbitterte Gefechte. Als Aurèle, der mit den Chouans sympathisiert, in seine Heimat zurückkehrt, bringen ihn Baron de Tiffauges und die adlige Olympe de Saint-Gildas, die auf der Seite der Chouans kämpfen, in ein Kloster. Dort erfährt Aurèle, dass Céline inzwischen mit Tarquin angebandelt hat. Er ist jedoch überzeugt, Célines Herz wieder für sich gewinnen zu können. Céline ist tatsächlich glücklich über seine Rückkehr, macht ihm dann jedoch Vorwürfe, so lange weggeblieben zu sein und ihr nicht geschrieben zu haben. Als er sich den Chouans anschließt und zu ihrem Anführer ernannt wird, geht Céline zu Tarquin und verbringt die Nacht mit ihm.
Die Royalisten und Revolutionäre mobilisieren ihre Kräfte und rüsten sich zum Kampf. An einem Strand geraten Tarquins Soldaten in einen Hinterhalt der Chouans. Aurèle ist entsetzt, als die Chouans ein Blutbad unter den Soldaten anrichten. Er erschießt kurzerhand Baron de Tiffauges, der die Chouans dazu angestiftet hatte. In einem Brief an Céline erklärt Aurèle, dass er weitere Gefechte verhindern und für Frieden sorgen wolle. Céline überbringt Tarquin die Nachricht und hofft, dieser werde ebenfalls einlenken und den Kleinkrieg beenden. Tarquin ist jedoch entschlossen, die Chouans weiter zu bekämpfen, und würde lieber zusammen mit Céline sterben, als sie erneut an
Aurèle zu verlieren. Schockiert über seine Ansichten, wendet sich Céline von ihm ab. Aus ihrem zurückgelassenen Brief erfährt Tarquin, dass sich Aurèle mit Céline nahe der Küste treffen will. Céline und Aurèle können jedoch durch den Sprung von einer Klippe Tarquin und dessen Männern rechtzeitig entkommen.

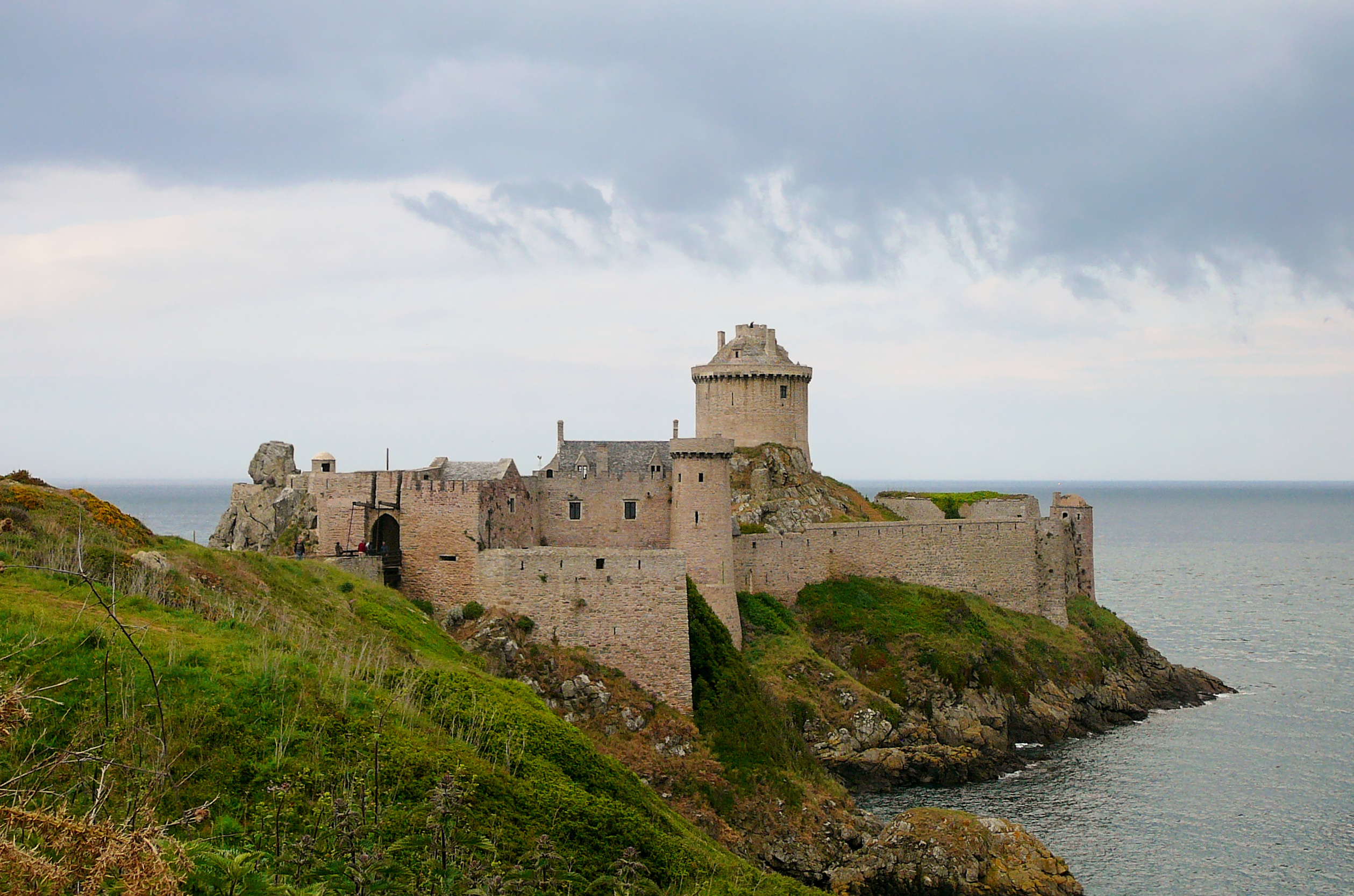
Fort la Latte

Rachedurstig will Tarquin anschließend auf Kerfadecs Anwesen einen kleinen Jungen hinrichten, der sich als Royalist bekannt hat. Kerfadec, der in der weit jüngeren Viviane eine neue Frau gefunden hat, wird Zeuge, wie sich Viviane schützend vor den Jungen stellt und von den Soldaten niedergeschossen wird. Während er um Viviane trauert, bereitet Tarquin einen Angriff auf die Chouans vor. Aurèle kann zwar die Chouans warnen und unterstützt sie im Kampf, eine vernichtende Niederlage kann er dennoch nicht vermeiden. Olympe de Saint-Gildas und andere noch lebende Royalisten werden festgenommen und mit der Guillotine hingerichtet. Aurèle und sein Vater Kerfadec reiten zum Schauplatz der Exekution und werfen dort demonstrativ ihre Schwerter zu Boden. In ebendiesem Moment sucht Céline Tarquin in dessen Kommissariat auf und feuert mit einer Pistole einen Schuss auf ihn ab. Tarquin fällt aus dem Fenster und Céline wird festgenommen. Ehe Tarquin seinen Verletzungen erliegt, bittet er Aurèle, Céline aus dem Fort la Latte zu befreien und so ihre Exekution zu verhindern. Gemeinsam mit Kerfadec gelingt es Aurèle, über die Mauer in die Festung einzudringen und Céline aus ihrem Verlies zu befreien. Mit Kerfadecs Flugapparat können Aurèle und Céline über das Meer entkommen. Kerfadec, der zurückbleibt, wird beim Hissen der französischen Flagge von einem Soldaten erschossen.

## Hintergrund

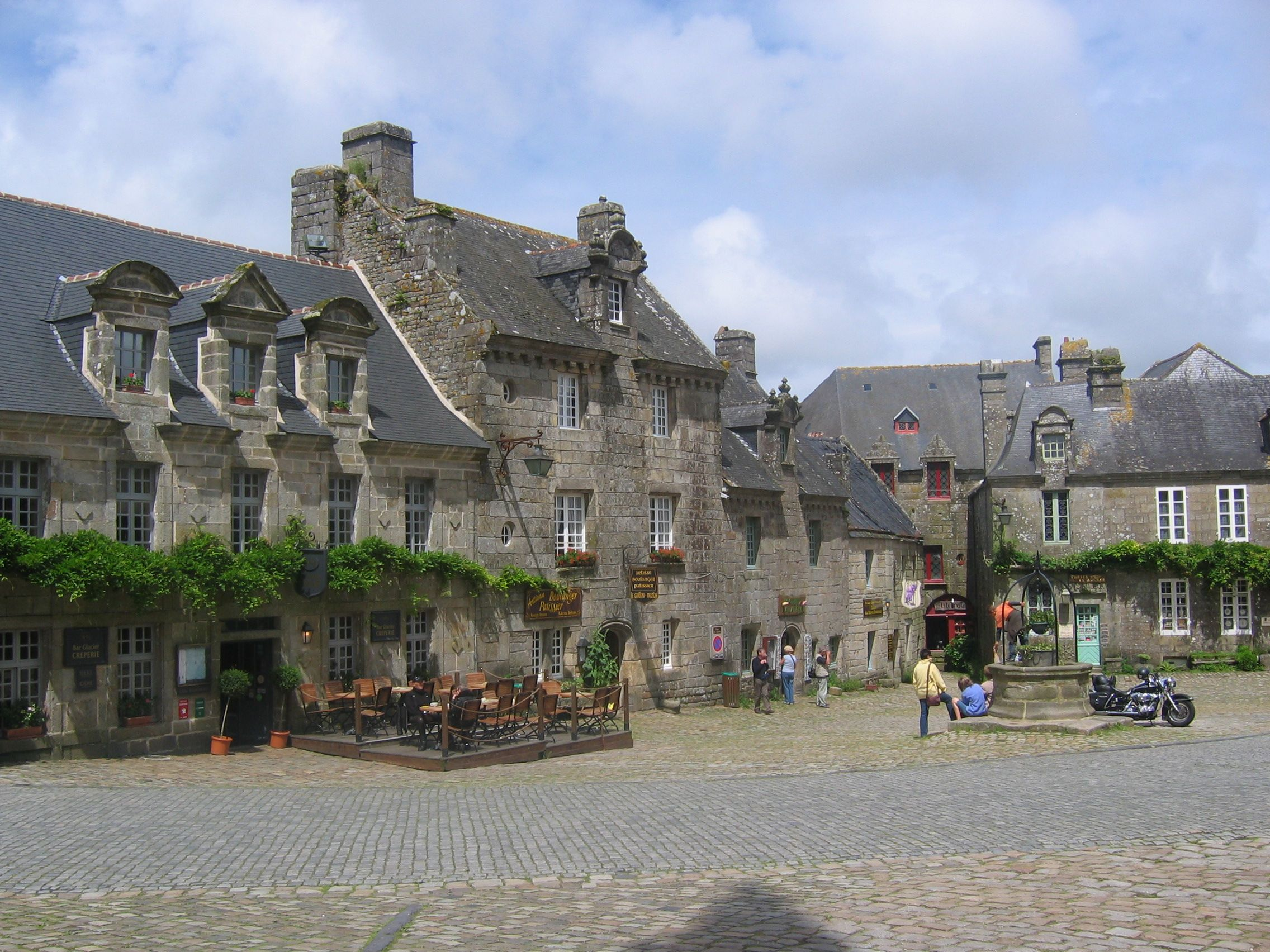
Der Kirchplatz von Locronan, ein mehrfacher Schauplatz des Films

Gedreht wurde von Juli bis Oktober 1987 in der Bretagne, wo zahlreiche Szenen in Locronan entstanden. Das Fort la Latte in Plévenon diente als Schauplatz der letzten Szenen.
Chouans! – Revolution und Leidenschaft wurde am 23. März 1988 in Frankreich uraufgeführt, wo ihn mehr als 1,63 Millionen Zuschauer in den Kinos sahen. Neben der zweieinhalbstündigen Kinofassung des Films entstand auch eine vierstündige Fassung für das französische Fernsehen. In Deutschland wurde der Film erstmals im Mai 1999 auf Video veröffentlicht.

## Kritiken
Für das Lexikon des internationalen Films war Chouans! – Revolution und Leidenschaft ein „[g]roßes historisches Abenteuer und Liebesfilm zugleich“. Philippe de Brocas Film sei „ein geistreicher Versuch über Toleranz, Fortschritt und Freiheit“ und dabei „hervorragend fotografiert und opulent ausgestattet“. Cinema zog schlicht das Fazit: „Opulenter historischer Bilderbogen.“

## Auszeichnungen
Beim Festival du film de Cabourg erhielt Sophie Marceau 1988 den Preis als beste Darstellerin. Bei der Verleihung des César 1989 wurde Stéphane Freiss in der Kategorie Bester Nachwuchsdarsteller ausgezeichnet. Yvonne Sassinot de Nesle war in der Kategorie Beste Kostüme für den César nominiert, unterlag jedoch der Konkurrenz.

## Deutsche Fassung
| Rolle                            | Darsteller             | Synchronsprecher  |
| -------------------------------- | ---------------------- | ----------------- |
| Savinien de Kerfadec             | Philippe Noiret        | Erik Schumann     |
| Céline                           | Sophie Marceau         | Irina Wanka       |
| Tarquin                          | Lambert Wilson         | Tobias Lelle      |
| Aurèle                           | Stéphane Freiss        | Martin Halm       |
| Baron de Tiffauges               | Jean-Pierre Cassel     | Fred Maire        |
| Olympe de Saint-Gildas           | Charlotte de Turckheim | Dagmar Heller     |
| Grospierre                       | Raoul Billerey         | Herbert Weicker   |
| Bouchard                         | Roger Dumas            | Paul Bürks        |
| Kaplan                           | Jean Parédès           | Michael Habeck    |
| Yvon                             | Vincent de Bouard      | Florian Halm      |
| Priester, der den Eid verweigert | Maxime Leroux          | Willi Röbke       |
| Äbtissin                         | Jacqueline Doyen       | Carola Höhn       |
| Marquis de St-Gildas             | Jacques Herlin         | Alois Maria Giani |